# العلاقات الإيرانية الماليزية
العلاقات الإيرانية الماليزية هي العلاقات الثنائية التي تجمع بين إيران وماليزيا.

## مقارنة بين البلدين
هذه مقارنة عامة ومرجعية للدولتين:
| وجه المقارنة                                              | إيران                    | ماليزيا       |
| --------------------------------------------------------- | ------------------------ | ------------- |
| المساحة (كم2)                                             | 1.65 مليون               | 330.29 ألف    |
| عدد السكان (نسمة)                                         | 79.97 مليون              | 31.62 مليون   |
| الكثافة السكانية (ن./كم²)                                 | 48.47                    | 95.73         |
| العاصمة                                                   | طهران                    | كوالالمبور    |
| اللغة الرسمية                                             | لغة فارسية               | لغة ماليزية   |
| العملة                                                    | ريال إيراني              | رينغيت ماليزي |
| الناتج المحلي الإجمالي (بليون دولار)                      | 439.51 مليار             | 314.50 مليار  |
| الناتج المحلي الإجمالي (تعادل القوة الشرائية) بليون دولار | 1.36 تريليون             | 817.43 مليار  |
| الناتج المحلي الإجمالي الاسمي للفرد دولار أمريكي          |                          | 9.77 ألف      |
| الناتج المحلي الإجمالي للفرد دولار أمريكي                 |                          | 25.64 ألف     |
| مؤشر التنمية البشرية                                      | 0.766                    | 0.779         |
| رمز المكالمات الدولي                                      | +98                      | +60           |
| رمز الإنترنت                                              | .ir،                     | .my           |
| المنطقة الزمنية                                           | ت ع م+03:30، توقيت إيران | ت ع م+08:00   |

## مدن متوأمة
في ما يلي قائمة باتفاقيات التوأمة بين مدن إيرانية وماليزية:
- ترتبط أصفهان مع كوالالمبور باتفاقية توأمة منذ 2000.
- ترتبط زنجان مع مدينة ملقا باتفاقية توأمة.
- ترتبط مشهد مع كوالالمبور باتفاقية توأمة.
- ترتبط شيراز مع كوالالمبور باتفاقية توأمة منذ 1999.[14][14]

## منظمات دولية مشتركة
يشترك البلدان في عضوية مجموعة من المنظمات الدولية، منها:
| علم المنظمة | اسم المنظمة                        | تاريخ انضمام إيران | تاريخ انضمام ماليزيا |
| ----------- | ---------------------------------- | ------------------ | -------------------- |
|             | مؤسسة التنمية الدولية              | 10 أكتوبر 1960     | 24 سبتمبر 1960       |
|             | يونسكو                             | 6 سبتمبر 1948      | 16 يونيو 1958        |
|             | وكالة ضمان الاستثمار متعدد الأطراف | 15 ديسمبر 2003     | 6 ديسمبر 1991        |
|             | الأمم المتحدة                      | 24 أكتوبر 1945     | 17 سبتمبر 1957       |
|             | الفريق المعني برصد الأرض           | ?                  | ?                    |
|             | الاتحاد البريدي العالمي            | ?                  | ?                    |
|             | البنك الدولي للإنشاء والتعمير      | 29 ديسمبر 1945     | 7 مارس 1958          |
|             | المنظمة الهيدروغرافية الدولية      | ?                  | ?                    |
|             | منظمة التعاون الإسلامي             | ?                  | ?                    |
|             | منظمة حظر الأسلحة الكيميائية       | ?                  | ?                    |
|             | مؤسسة التمويل الدولية              | 28 ديسمبر 1956     | 20 مارس 1958         |
|             | منظمة الشرطة الجنائية الدولية      | ?                  | ?                    |

## أعلام
هذه قائمة لبعض الشخصيات التي تربطها علاقات بالبلدين:
- حسين نجدي (مصرفي ماليزي، 1938 – 29 يوليو 2013)

## وصلات خارجية
- موقع وزارة الخارجية الإيرانية
- موقع وزارة الخارجية الماليزية